# Ekrem Engin
Ekrem Engin (* 28. September 1990 in Willich) ist ein deutsch-türkischer Fußballspieler.

## Karriere

### Verein
Ekrem Engin spielte während seiner Jugend für Borussia Mönchengladbach und wurde vor der Saison 2009/10 in die 2. Mannschaft aufgenommen. Für die Fohlenreserve spielte er zwei Jahre in der Regionalliga West und kam zu 23 Einsätzen. Vor Beginn der Saison 2011/12 wechselte Engin in die Türkei zu Denizlispor. 
Nach der Hinrunde wurde er an Denizli Belediyespor verliehen, wo er bis zum Saisonende spielte. Bei seiner Rückkehr nach Denizlispor gab es Unstimmigkeiten, sodass der Vertrag aufgelöst wurde.
Im Januar 2013 einigte Engin sich mit Manavgat Evrensekispor, welcher in der TFF 3. Lig spielte. Bei seinem Debüt in der vierten Liga erzielte er zwei Tore.

### Nationalmannschaft
Engin wurde 2011 aserbaidschanischer Staatsbürger und wurde auch im Mai desselben Jahres zum Trainingslager der aserbaidschanischen U-21 berufen. Hier bestritt er jedoch kein Spiel.